# هيلين سميث (أكاديمية)
تعد هيلين سميث باحثة في الأدب الإنجليزي. وهي أستاذة أدب عصر النهضة ورئيسة قسم اللغة الإنجليزية آدابها في جامعة يورك.

## المهنة
أكملت سميث درجة الماجستير في الآداب في جامعة غلاسكو، قبل أن تقوم بدراساتها للدكتوراه في جامعة يورك؛ حصلت على درجة الدكتوراه في عام 2003 عن أطروحتها «'أشياء مادية صارخة': المرأة والإنتاج النصي في إنجلترا، ج.
1550–1650". قامت بالتدريس في جامعة سانت أندروز وفي جامعة هيرتفوردشاير، ثم أصبحت عضوا بالهيئة التدريسية لقسم اللغة الإنجليزية وآدابها في جامعة يورك عام 2004. وقد شغلت منذ ذلك الحين منصب محاضر أول وقراء وأستاذية؛، وهي أيضا رئيسة القسم منذ عام 2018. 
حصل كتاب سميث على جائزة رولاند إتش باينتون للأدب من قبل جمعية ومؤتمر القرن السادس عشر، وجائزة ديلونج لتاريخ الكتاب من قبل جمعية تاريخ التأليف والقراءة والنشر. 
وفقًا لملفها الشخصي في جامعة يورك، تركز أبحاث سميث على «شعر عصر النهضة والدراما والنثر؛ تاريخ الكتاب؛ التاريخ والنظرية الأدبية النسوية؛ التحويل؛ الكتاب المقدس؛ تاريخ القراءة؛ والأهمية المادية». 

## الأعمال المختارة
- (Co-editor with Louise Wilson) Renaissance Paratexts (Cambridge University Press, 2011)
- Grossly Material Things: Women and Book Production in Early Modern England (Oxford University Press, 2012).
- (Co-editor with Kevin Killeen and Rachel Judith Willie) The Oxford Handbook of the Bible in Early Modern England (Oxford University Press, 2015).
- (Co-editor with Simon Ditchfield) Conversions: Gender and Religious Change in Early Modern Europe (Manchester University Press, 2017).